# Mobile Suit Gundam Wing
New Mobile Report Gundam Wing (新機動戦記ガンダムW, Shin kidō senki Gandamu Uringu), conhecido fora do Japão como  Mobile Suit Gundam Wing, é uma das séries de anime para televisão de Gundam. Das várias adaptações do universo Gundam, a primeira a chegar ao Brasil foi Gundam Wing. Produzida pela Sunrise em 1995, a série é uma das três sagas alternativas que foram criadas para o 25.º aniversário da franquia Gundam. Gundam Wing - e seu OVA Endless Waltz - foram dirigidos por Masashi Ikeda (de Samurai Warriors). A versão mangá foi desenhada por Koichi Tokita. Foi o primeiro anime de Gundam a passar no Brasil, sendo exibido pelo Cartoon Network, no quadro Toonami, foi dublada no extinto estúdio Álamo, e reexibida pelo canal TV Diário, no bloco Algodão Doce. A Editora Panini lançou a versão mangá da série, iniciando sua publicação de quadrinhos japoneses no país.

## Trama
Após esgotar os recursos do planeta Terra, a Humanidade, sofrendo com a superpopulação e a degradação do meio ambiente, resolve construir colônias no espaço sideral, ao mesmo tempo em que procura recuperar o planeta. O resultado é o estabelecimento de gigantescos satélites artificiais ao redor da Terra. Com a recuperação do padrão de vida terráqueo, a vida em ambos os sistemas parece caminhar para a perfeição. Até as datas passam a ser escritas de outra forma: agora, DC significa Depois da Colonização. Mas há algo que os humanos não conseguiram eliminar ou transformar: sua ânsia por guerras.
Uma série de conflitos bélicos entre as nações se espalham sobre a Terra, ocasionando a criação de uma aliança militar que tem por objetivo, a princípio, evitar as guerras. No entanto, com o crescimento de seu próprio poderio e da sua influência sobre os países, a própria Aliança da Esfera Terrestre Unida se torna uma força opressora sobre as nações, passando a controlá-las através da ocupação militar. Mas havia ainda uma fronteira nas suas ambições de controle: o espaço sideral. Sob a justificativa de evitar novas guerras, uma vez que as colônias espaciais, estando fora da zona de controle da Aliança, representavam uma fonte de conflitos em potencial, o espaço sideral é dominado pelas forças da Terra.
Entretanto, dois homens tentaram mudar essa história de guerras: Heero Yuy, das colônias espaciais, e a família Peacecraft, do Reino Sank, que fica na terra, tentaram criar um mundo baseado no pacifismo através do desarmamento total das nações. Temendo as consequências dessa iniciativa, a Fundação Romfeller, organização que reunia as antigas aristocracias de todo o mundo e que havia apoiado a criação da OZ - um grupo de soldados especialistas da Aliança Militar -, interfere diretamente nessas iniciativas de paz. Heero Yuy, líder sobre os esforços antiarmamentistas das colônias espaciais, é assassinado. Na Terra, o Reino Sank é destruído, e a sua família real é eliminada e dispersada, os únicos sobreviventes foram Millardo e Relena.
Entretanto, a morte de Heero Yuy desencadeou uma insurreição secreta nas colônias. Um grupo de cientistas que, no passado, foram os idealizadores dos Mobile Suits - robôs humanóides de luta com cerca de 15 metros de altura, principal arma das forças da Aliança Terrestre e da OZ - envia à Terra cinco MSs especiais, feitos de liga de Gundanium, pilotados por cinco jovens de capacidades excepcionais. É a Operação Meteoro: a descida dos Gundams à Terra. Mas o quartel-general da Aliança descobre a operação…
O personagem principal da série tem o "nome código" Heero Yui, em homenagem a este antigo líder.

## Personagens

### Gundams e aliados
- Heero Yuy

Idade: 15 anos. 
Étnica: japonês . 
Lugar de origem: Colônia L1.
Altura: 156 centímetros .
Peso: 45 kg .
Cor dos Olhos: Azul Prússia.
Cor do cabelo: Castanho escuro. 
Profissão: piloto de Gundam
Mobile suit: Gundam Wing/Gundam Heavyarms/Gundam Wing Zero/Gundam Epyon/Mercurius/Gundam Wing Zero Custom
Ele é o protagonista da história e piloto do Gundam Wing.Um nativo da colônia L1 de descendência japonesa.Seu nome é na verdade um codinome para as batalhas, seu nome original é desconhecido. Heero Yuy era um pacifista das colônias estava prestes a conseguir a união entre a terra e o espaço, mas foi assassinado, o protagonista é chamado de soldado perfeito (Perfect Soldier).
Piloto do Gundam 01(e o Gundam Wing e veio a ser chamado posteriormente de Gundam 01 pelas forças de Oz).É treinado que desde pequeno por Odin Lowe (um ex-membro da OZ,que foi atirador profissional que matou Heero Yuy) para as missões mais perigosas. Então ele foi recrutado por Dr. J(um dos idealizadores da Operação Meteoro), o construtor do Gundam Wing, que viu a criança pequena com piloto de sua obra futura.
Heero é frio e calculista, impiedoso e por vezes sádico,raramente demonstra alguma emoção. Ele simboliza, em todos os aspectos, o conflito existencial inerente à condição de soldado.
Sua personalidade foi marcada, durante uma missão na qual ele foi convidado para detonar uma base da Aliança na Colónia L1.
Depois de instalar os explosivos, Heero foi descansar. Quando ele estava dormindo, ele foi acordado por uma pequena garota que estava passeando com seu cão . A garota que eu pergunto porque eu estava sozinho, ele respondeu que sempre esteve sozinho.Ela ficou surpresa com a resposta de Heero e deu-lhe uma flor e falou que ela não estava sozinha, porque ele tinha o seu cão, depois Heero pensou que a menina havia dito até a noite quando as bombas fotam detonadas. 
No momento em que a base explodiu, Heero percebeu que tinha cometido um erro de cálculo e do impacto da explosão atingiu um Mobile Suit Leo que atingiu vários prédios e parte do setor residencial. 
Sentindo-se culpado foi procurar sobreviventes, mas lamento não encontrar ninguém vivo, incluindo o cadáver da criança, o cachorro e seu ursinho de pelúcia (que é o que Relena é a primeira abertura da série e fatos relembrados do Endless Waltz). 
Após este incidente, o seu tutor (Dr. J) perguntou se ele estava bem,ele disse que estava, mas desde esse dia tornou-se mais insensível, distante e anti-social.
Reprimindo seus sentimentos de humanidade, o soldado deve se tornar meramente uma arma, despida de qualquer direcionamento moral ou individualista, devotando tudo de si para conseguir completar sua missão. Oscilando entre o papel de indivíduo e de soldado, representados respectivamente, por sua relação com Relena Peacecraft, do Reino Sank, e por sua batalha como piloto de Gundam, Heero segue sua batalha obstinada pela paz.
Sua vida muda depois de ter seu Gundam abatido por Zechs e conhecer uma garota chamada Relena Darlian, depois Peacecraft. Heero se inscreve no colégio e recebe um convite de Relena, que depois o rasga. Com um olhar frio ele fala "Vou te matar". Em seu segundo encontro, ele ia fazer exatamente isso, ia matá-la, mas é salva por Duo. Depois eles se encontram e Relena já sabe de seu segredo, mais ainda tinha em mente que ia matá-la. Então, na luta contra os Mobile Suits da OZ, Heero não consegue tentar matá-la. Mesmo depois de derrotá-los os Mobile Suits, Heero se viu incapaz de matá-la. Em seu segundo encontro com Zechs, Heero enfrenta Zechs mais uma vez pilotando o Gundam Wing contra o Tallgeese. Depois Heero auto destrói seu Gundam, mas é salvo por Trowa. Depois ele enfrenta Tallgeese novamente operando o Heavyarms, sendo que seu Gundam não tinha o dispositivo de auto destruição. Depois de abandonar a luta contra Zechs, Heero se infiltra na base da OZ, mas é traído por Trowa, em que ele tem que pilotar o Mobile Doll Mercurius. Ele depois duela com Quatre operando o Wing Zero, mas a luta teve empate. Depois Heero opera o Wing Zero, contudo, seu sistema de pilotagem mexe com seu senso emocional, mas ele depois é parado por Quatre e Heero volta ao normal. Ele depois vai até Relena no intuito de recuperar seu Gundam, em que depois enfrenta os Mobile Dolls da OZ. Ele recebe de Treize o Gundam Epyon, sendo que seu Gundam sua perna foi avariada. Ele tinha um capacete incluso no Gundam e seu sistema de pilotagem é similar ao do Zero. Depois de pilotar o Epyon, Heero que antes vinha com a intenção de matar Treize, não consegue matá-lo. Ele depois enfrenta Zechs, operando o Zero, mas a luta teve um empate. Heero e Zechs trocam de Gundams, Heero o Zero e Zechs o Epyon. Heero diz a Zechs que Treize queria dar a ele e cada um segue seu rumo. Heero passa a conseguir dominar o sistema Zero e mais uma vez conseguiu ter uma chance para matar Relena, mas achou que ela seria melhor viva para conseguir conquistar a verdadeira paz. Heero pela primeira começa a ter sentimentos humanos, como sua frieza também desapareceu. Depois de reunir os pilotos Gundam, Heero e Zechs com o tempo já se conhecem, também superaram seus limites ao dominar seu sistema de pilotagem do Zero e do Epyon. Em seu último confronto, Heero consegue derrotar Zechs, mas não o mata pelo fato de ser irmão de Relena. Depois Heero destrói um dos pedaços do asteroide da base da Libra que se colidiria com a Terra e salva a humanidade. Ele depois dá um convite a Relena, embora não pessoalmente, mas ela chama Heero no avião, rasga o convite e diz, "Somente o receberia só se for pessoalmente".
- Duo Maxwell

Idade: 14 anos.
Étnica: americano.
Lugar de origem: Colônia L2.
Altura: 156 cm.
Peso: 43 kg.
Cor dos olhos: Violeta.
Cor do Cabelo: castanho.
Profissão: piloto Gundam.
Mobile Suit: Gundam Deathscythe/Gundam Deathscythe Hell/Gundam Deathscythe Hell Custom/Gundam Wing Zero
Piloto do Gundam Deathscythe ou 02, como depois veio a ser nomeado, Duo é um jovem carismático e simpático, que dá a série ao lado cômico.Sua principal característica é que ele sempre desaparece sem deixar vestígios,apesar da sua aparência de brincalhão e de bem com a vida, também esconde um conflito interior desencadeado pelo seu papel na guerra. Seu nome real é desconhecido, mas sabe-se que, quando criança, tinha um amigo chamado Solo, que era como um irmão para ele.Mas, devido a uma doença que ocorreu na colônia L2, muitas pessoas morreram, incluindo SOLO. E por esta razão  as mudanças que menino pois seu nome como Duo (dois em francês) e homenageando a sua amizade com Solo.Depois disso, ele fazia parte de um pequeno bando de crianças que roubava comida e mantimentos para sobreviver, até que eles conheceram a freira Helen Maxwell, que cuidou de toda a turma por um tempo,após a destruição da Igreja Maxwell,  Esse piloto passou a ser treinado pelo estranho Professor G. (e seu cabelo guarda-chuva). Determinado a seguir em sua luta solitária pela paz, Duo, posteriormente, acaba recebendo o apoio de Hilde, uma ex-recruta da OZ e com quem se apaixona.
- Trowa Barton

Idade: 15 anos (alguns dizem 17, ainda não confirmado).
Étnica: desconhecido. 
Lugar de origem: Colônia L3. 
Altura: 160 cm.
Peso: 44 kg.
Cor dos olhos: verde escuro.
Cor do Cabelo: castanho claro. 
Profissão: piloto Gundam/palhaço no circo.
Mobile Suit: Gundam Heavyarms/Gundam Wing/Gundam Heavyarms Kai/Gundam Heavyarms Custom'/Gundam Wing Zero/Vayeate
O misterioso piloto do Gundam Heavyarms tem uma história ímpar.Ele é um jovem quase tão insensível como Heero, com um alto conhecimento de tática e inteligência do inimigo e uma visão muito pragmática a sua missão,sempre muito calmo e reservado (quase tanto como Heero). Seu passado é totalmente incerto, acredita-se que ele perdeu a memória ainda é muito pequeno. Vale ressaltar que esse não é seu nome verdadeiro, porque ele não sabe o seu nome verdadeiro,então é chamando "sem nome" ou Nanashi em japonês.E desde pequeno no campo de batalha.Por não ter um nome,ele tem uma certa facilidade de assumir outras identidades,enquanto se infiltra em organizações inimigas. Ao passar a trabalhar para a Fundação Barton - arquiteta da Operação Meteoro - "O Sem Nome" viu o verdadeiro Trowa Barton ser assassinado por um funcionário, após jurar destruir a Terra com os Gundams. Em vez de delatá-lo, o jovem propõs ao Senhor S. ocupar seu lugar e assumir seu nome. Na Terra, Trowa se refugia num circo trabalhando como palhaço, onde conhece Catherine Bloom, a estrela atiradora de facas,ela tem um carinho especial com Trowa (alguns acreditam que é irmã mais velha, Catherine Trowa), olha como se ele fosse falecido irmão, assim que ele costuma importar muito com ela, mas à suspeita da identidade dos jovens.
O primeiro piloto Gundam que ele conheceu,foi Quatre Raberba Winner, que é muito interessante porque assim como Duo e Heero, Quatre sempre tentou ajudar e unir forças com Trowa, mas ele disse que não. 
Então conhece Chang Wufei, com a qual ele vive no circo por um tempo com Catherine Bloom assistente de palco, depois de Wufei perdido em um duelo com Treize Khushrenada. Logo depois,ele conhece Heero, depois auto-detonar seu Gundam e ser gravemente ferido, neste momento Heero ensina o Trowa que seu professor Odin Lowe disse uma vez: "A melhor maneira é viver de acordo com suas emoções" .
De agora em diante, Trowa começou a se preocupar mais com as pessoas e embora ele sempre teve a sensação de proteger seus entes queridos.Isso fara se sacrificar mais de uma vez por seus companheiros, chegando ao ponto de estourar seu Gundam e perda de memória (pela segunda vez). 
Acredita-se que esconde suas emoções, são poucos que o viram rir. É por isso que às vezes Trowa é afiliado com uma máscara, não só pela sua maneira de ser, mas também como infiltrar bases inimigas fingindo ser um aliado e, em seguida, passa a destruir tudo, ou seja, embora nunca se sabe sobre como ele vai agir. Ele depois volta ao campo de combate, depois de ser acolhido por Catherine, mesmo não dando ouvidos aos apelos de Catherine para não lutar, ele volta a lutar. Ele depois recupera sua memória novamente depois de operar o Zero.
- Quatre Raberba Winner

Idade: 15 anos.
Etnia: árabe (de mãe americana)
Lugar de origem: Colônia L4.
Altura: 156 cm.
Peso: 41 kg.
Cor dos olhos: azul claro.
Cor do Cabelo: loiro claro.
Profissão: piloto de Gundam.
Mobile Suit: Gundam Sandrock/Gundam Sandrock Kai/Gundam Sandrock Custom/Gundam Wing Zero
Único filho homem do representante da família Winner, uma rica família que deu apoio financeiro e organizacional para a prosperidade das Colônias, Quatre acaba se tornando um piloto de Gundam, pois seu pai, no passado, havia dado abrigo a um dos engenheiros que o criaram, o instrutor H., construtor do Gundam Sandrock. Além de contar com o seu Gundam em suas batalhas na Terra, o filho dos Winner também é apoiado por uma unidade de Mobile Suits do Oriente Médio chamada de Unidade Maganac. Bondoso e cheio de compaixão, Quatre reflete as hesitações de um coração puro diante dos horrores das guerras.
- Chang Wufei

Idade: 15 anos.
Étnica: chinês.
Lugar de origem: Colônia L5.
Altura: 156 cm.
Peso: 46 kg.
Cor dos Olhos: preto.
Cor do Cabelo: preto.
Profissão: piloto de Gundam.
Mobile Suit: Gundam Sheng Long/Gundam Sheng Long Altron/Gundam Sheng Long Altron Custom/Gundam Wing Zero
Membro de um terrível clã de guerreiros, os Long, Wufei recebeu de Mestre O. o Gundam Shenlong, a quem apelidou de Nataku, nome de um lendário herói chinês. Wufei é um guerreiro obstinado e possui um rígido código de honra, segundo o qual apenas os fortes têm o direito de lutar. No entanto, por causa desse mesmo código, Chang abandona o combate, depois de sofrer uma derrota em um duelo para Treize Kushrenada. Mais tarde, Sally Poe, ex-major da Aliança que se rebela contra a OZ, ajuda-o a recuperar a confiança e a reencontra o seu caminho como guerreiro.
- Relena Darlian/Peacecraft

No início, Relena é apenas a filha adolescente do vice-ministro do Exterior Darlian. Desinteressada, mas já com ares de insatisfeita com a vida, Relena vê sua vida mudar profundamente com dois fatos: o encontro com Heero, que mexe profundamente com ela; e o assassinato do pai (que ela decobre ser adotiva). Disposta a se vingar da OZ, Relena chega a atirar em Lady Une. Após essa fase "Gundam", Relena passa a ser tutelada por Noin. Através dela, descobre seu irmão, Zechs/Milliardo Peacecraft, e seu lado político. Rapidamente se torna soberana de um reino pacifista, rainha do mundo, primeira rainha deposta do mundo, prisioneira da Presa Branca e, finalmente, vice-ministra do Exterior na Nação Unificada. Sonhadora e determinada, Relena se torna uma figura muito popular, embora seu maior desejo continue sendo continuar ao lado de seu amado Heero.
- Catherine Bloom

Trapezista do circo aonde Trowa se esconde, Catherine passa a ter por ele grande carinho e afeição. Sofre quando Trowa volta aos campos de batalha, e foi quem cuidou do piloto Gundam durante seu surto de amnésia.
- Hilde Schvyder

Quando OZ tinha muito apoio nas colônias, Hilde foi uma das que se apresentaram como voluntárias. Mas, ao conhecer Duo e seus ideais, mudou de ideia, abandonou OZ e passou a viver com ele. A contragosto de Duo, Hilde chega a se infiltrar na nave Libra, da Presa Branca, para roubar dados valiosos deles. Ao final das guerras, monta um tipo de ferro-velho com Duo.
- Sally Po

Major da Aliança Militar, Sally conheceu primeiro Heero, na ocasião da sua fuga de um hospital militar. Mais tarde, com a queda da Aliança, se embrenhou nas selvas da China para lutar contra OZ. Lá, conheceu Wufei,e conseguiu despertar a admiração do Gundam. Sally sempre monitorou os passos dos pilotos, tanto que passou a procurar pelos seus robôs em diversas ocasiões. Na Nação Unificada, passa a integrar o grupo dos Guardiões, esquadrão de monitoramento da paz, primeiro com Noin, depois com Wufei.
- Howard

O criador do Tallgeese de Zechs - o primeiro Mobile Suit da História - Howard é conhecido dos construtores dos Gundams. Sempre de camisa havaiana e chinelos, possui uma base no meio do Pacífico e a supernave Peacemillion. No início auxilia Duo e Heero; depois Zechs; na Guerra Final, se torna aliado e hospedeiro dos Gundams.

### OZ
- Zechs Merquise/Milliardo Peacecraft

O "Conde do Trovão" é um dos grandes heróis de OZ e piloto do Tallgeese (e mais tarde do Gundam Epyon). Sempre escondido por trás de uma máscara, Zechs é um guerreiro único. Também era considerado o braço direito de Treize. Mas Zechs guardava um grande segredo: na verdade, ele era Milliardo Peacecraft, herdeiro da monarquia de Sank, arrasada pela Aliança Militar. Desse segredo, apenas Treize e Noin sabiam. Zechs possui duas características bem marcantes na sua dúbia personalidade: a obsessão, representada por sua fixação em derrotar Heero Yui; e o amor, representado por Noin, sua leal companheira, e Relena, sua amada irmã mais nova. Zechs, durante a série, vai alterando sua forma de lutar e seus inimigos: primeiro, soldado de OZ contra os Gundams; depois, contra a Aliança; depois com os Gundams contra OZ; depois sozinho, na Peacemillion de Howard, contra Romfeller/OZ; e ainda liderando a Presa Branca contra os Gundams e a Terra. Tantas mudanças apenas revelam uma coisa: Zechs sempre lutou com seu próprio coração.
- Lucrezia Noin

A Tenente Noin sempre foi considerada uma instrutora durona pelos seus alunos. Mas é apaixonada pelo tenente Zechs. Amigos desde os tempos de infância, estudando juntos e sendo a segunda melhor aluna de sua turma, logo após Zechs, Noin sabe o segredo da família de Zechs e este pede a Noin que proteja e guie Relena após a morte de Darlian. A partir daí, Noin deixa a OZ e passa a comandar o grupo de defesa secreto do Reino Sank, junto a Heero, Quatre e outros dissidentes da OZ. Com a queda do reino, Noin vai ao espaço reunir os Gundams na Peacemillion. Durante a Guerra Final, Noin adotou uma postura neutra no confronto entre Zechs e os Gundams, embora tenha sofrido muito com as novas atitudes de Zechs. Mas, ao final de Endless Waltz, Noin finalmente se junta a Zechs numa missão solitária no espaço sideral.
- Treize Kushrenada

Talvez um dos personagens mais interessantes da série, Treize é o líder de OZ. Foi ele quem deu à OZ o formato de então: uma organização jovem e forte. Meticuloso, acima de tudo um militar brilhante, e um estrategista político como poucos, Treize criou um círculo íntimo poderoso: Zechs, o duque Dermail e sua leal secretária, Lady Une. Treize possui um charme interessante, que esconde uma personalidade um tanto sombria. Arquitetou a morte de todos os chefões da Aliança, cuidando para que os Gundams fizessem o trabalho sujo para ele; ordenou a morte de Darlian, e só poupou Relena por um pedido de Zechs; depôs Relena da chefia da Nação Mundial. Mas Treize tem um álibi: tudo é política. Como líder de OZ, Treize teve o poder questionado pela Fundação Romfeller, entrando em conflito com Dermail. Enquanto Romfeller planejava criar uma nova era, com a criação dos Mobile Dolls, Treize não aceitava a ideia de ver os humanos sendo substituídos nas guerras por máquinas. Deposto, foi preso em Luxemburgo, aonde criou um Gundam, Epyon. Libertado por Relena, a depôs. Seu objetivo nessa ocasião era levar adiante a guerra contra Zechs, colocando Relena como peça-chave de um mundo pós-guerra. Com isso, Treize liderou a guerra contra Milliardo. E nela, se mata, nas mãos de Wufei, seu grande rival.
- Lady Une

Outra personagem intrigante, Lady Une era a grande aliada de Treize, por quem era apaixonada. Para satisfazer suas vontades e ajudá-lo a atingir seus objetivos, Lady Une era capaz de tudo. Considerada a assassina mais implacável da série, foi quem matou Darlian e Septem, o último líder da Aliança. Para atrair o espaço ao domínio da OZ, Lady Une foi capaz de dividir sua personalidade em duas: uma pacifista, simpática, livre e carinhosa, que conquistou as colônias; outra, a líder militar altiva e fria. Conforme ela conhecia os Gundams, porém, Lady Une (e o próprio Treize) mudaram suas formas de verem as guerras. Ao entrar em conflito com Tubarov, o enviado da Romfeller ao espaço, Lady Une acabou baleada ficando em coma. Despertou a tempo de salvar o amado Treize de um ataque da Libra, na Guerra Final. Mas não evitou a morte dele. Na Nação Unificada, Lady Une se tornou líder dos Guardiões.

## Dublagem

### Original
- Heero Yuy - Hikaru Midorikawa
- Duo Maxwell - Toshihiko Seki
- Trowa Barton - Shigeru Nakahara
- Quatre Raberba Winner - Ai Orikasa
- Chang Wufei - Ryūzō Ishino
- Relena - Akiko Yajima
- Zechs Marquise - Takehito Koyasu
- Treize Kusherenada - Ryōtarō Okiayu
- Lady Une - Chisa Yokoyama
- Tenente Lucrezia Noin - Sayuri Yamauchi
- Hilde Schvyder - Kae Araki
- Major Sally Po - Yumi Tōma
- Dorothy Catalonia - Naoko Matsui

### Brasil
- Direção - Denise Reis
- Heero Yuy - Márcio Araújo
- Duo Maxwell - Marcelo Campos
- Trowa Barton - Wendell Bezerra
- Quatre Raberba Winner - Vagner Fagundes
- Chang Wufei - Sílvio Giraldi
- Relena - Letícia Quinto
- Zechs Marquise - Alfredo Rollo
- Treize Kusherenada - Alexandre Marconatto
- Lady Une - Cecília Lemes
- Tenente Lucrezia Noin - Angélica Santos
- Major Sally Po - Suzy Pereira
- Rashid - Guilherme Lopes
- Dorothy Catalonia - Tânia Gaidarji
- Hilde Schvyder - Eleonora Prado
- Catherine Bloom - Tatiane Keplmair
- Ringmaster, o dono do circo - Carlos Silveira
- Quinze - Gileno Sandoro
- Mariemeia Kushrenada - Melissa Garcia
- Dekim Barton - Mário Jorge
- Doutor J - Luís Carlos de Moraes
- Professor G - Carlos Silveira
- Mister S - Fadu Costha
- Instrutor H - Sérgio Galvão
- Mestre O - Valter Santos
- Tubarov - Sidney Lilla
- Howard - Walter Breda
- Pagan, o mordomo da Relena - Waldir de Oliveira
- Presidente da Nação Unificada - Walter Breda
- Narrador - Hélio Vaccari

## Trilhas sonoras
Tema de abertura
- "Just Communication" por Two-Mix (Cap 01-40)
- "Rhythm Emotion" por Two-Mix (Cap 41-49)

Tema de encerramento
- "It's Just Love" por Rumi Onishi